# Петрівці (Словаччина)
Петрівці, Руські Петрівці (словац. Petrovce) — колишнє самостійне село в Словаччині, на території теперішнього Гуменського округу Пряшівського краю. У 1773—1902 називалось Руські Петрівці (словац. Ruské Petrovce). Під час ІІ світової війни було приєднане до близького сусіднього села Пакостів, адміністративно належить до кадастра Пакостова.
Розташоване в південній частині Низьких Бескидів у долині Ольки на її правому березі, власне Пакостів на лівому березі.

## Історія
Уперше згадується у 1408 році, сусідній Пакостів аж у 1453 році.

## Населення
У 1880 році в селі проживала 121 особа, з них 71 вказало рідною мовою словацьку, 28 русинську, 13 німецьку, 6 угорську, 3 особи були німі. Релігійний склад: 54 греко-католики, 53 римо-католики, 14 юдеїв. 
У 1910 році в селі проживало 148 осіб, з них 76 вказало рідною мовою словацьку, 44 русинську, 11 німецьку, 17 іншу. Релігійний склад: 87 римо-католиків, 49 греко-католиків, 12 юдеїв.
| Словаччина | Це незавершена стаття з географії Словаччини. Ви можете допомогти проєкту, виправивши або дописавши її. |